# Žižkův dub (Konopiště)
Žižkův dub u Konopiště byl památný strom, který stál ve vesnici západně od zámku, severně od zámeckého rybníka. Býval nejmohutnějším stromem okresu Benešov. Dodnes se zachovalo již jen zastřešené torzo kmene, dub zanikl. Dub prý pamatoval Žižku a podle místních zastavil sovětskou armádu v roce 1968.

## Základní údaje
- název: Žižkův dub, dub u Konopiště
- obvod: 780 cm (~1912)[2], téměř 9 m[3], 887 cm (1995)[1]
- věk: ? (podle pověsti min. 650 let)
- chráněn: ?
- sanace: ano (prořezání, stažení obručemi, zakrytí otvorů, vyzdívka)
- souřadnice: 49°46'50.96"N, 14°39'4.99"E

Dub stojí před domem č. 3 (původně hospodářská budova zámku - uváděna jako hájovna či kovárna) u cesty kolem Konopišťského rybníka, je vyznačen v některých turistických mapách.

## Stav stromu a údržba

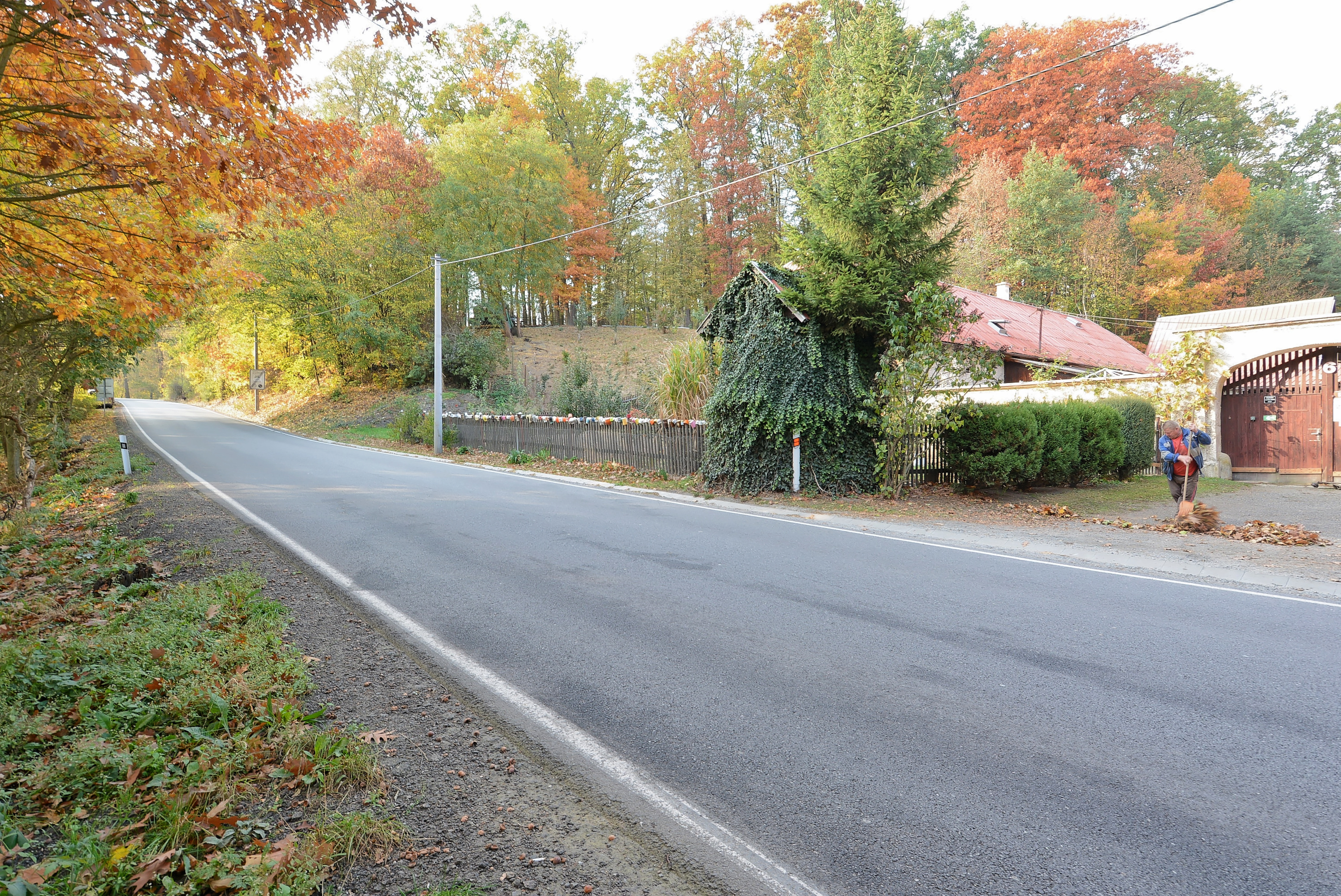
Žižkův dub v Konopišti.

V roce 1912 je uváděno využití dutiny stromu místním kovářem jako kozího chlívku. V 60. letech 20. století měl ještě dub kompletní korunu. Roku 1968 se ze stromu vylomila jedna z největších větví. Začátkem 90. let již mnoho větví chybělo, kmen byl stažený obručemi a rány zakryté plechem. V současné době je strom zaniklý (zanikl před rokem 1989), na místě je torzo kmene. Shora je zakryté stříškou (sedlovou, s dřevěnou konstrukcí včetně tašek), spodní část je vyzděná (pozůstatky starší sanace). Vedle střechy vyrůstá z trouchnivějícího dřeva malý smrček, nedaleko torza je vysazen nový doubek.

## Historie a pověsti
Podle pověsti pod dubem tábořil Jan Žižka. Datum uváděno není, husité na Konopišti byli dvakrát - prvně vypálili Benešov 19. května 1420, podruhé jednali  smíru v červnu 1423, ale to již Žižka přítomen nebyl. V souladu s historickými fakty by tedy šlo o květen 1420.
Novodobější událost podle lidového vyprávění zachytila Dr. Marie Hrušková. V srpnové noci roku 1968 spadla na projíždějící sovětské vojsko nejsilnější větev Žižkova dubu a mezi rybníkem a domem č. 3 armádu zastavila.

## Památné a významné stromy v okolí
- Lípy v Tužinkách (les S od Benešova, u sv. Jana Nepomuckého, 2 stromy)
- Jírovec v Nechybě (3 km JV od Benešova)
- Pecínovské duby (6 km JV od Benešova, zůstal 1 strom ze 2)
- Dub Šimků z Věřic (8 km V od Benešova)
- Střížkovská vrba (významný strom, 9 km V od Benešova)